# Natan Kozłowski

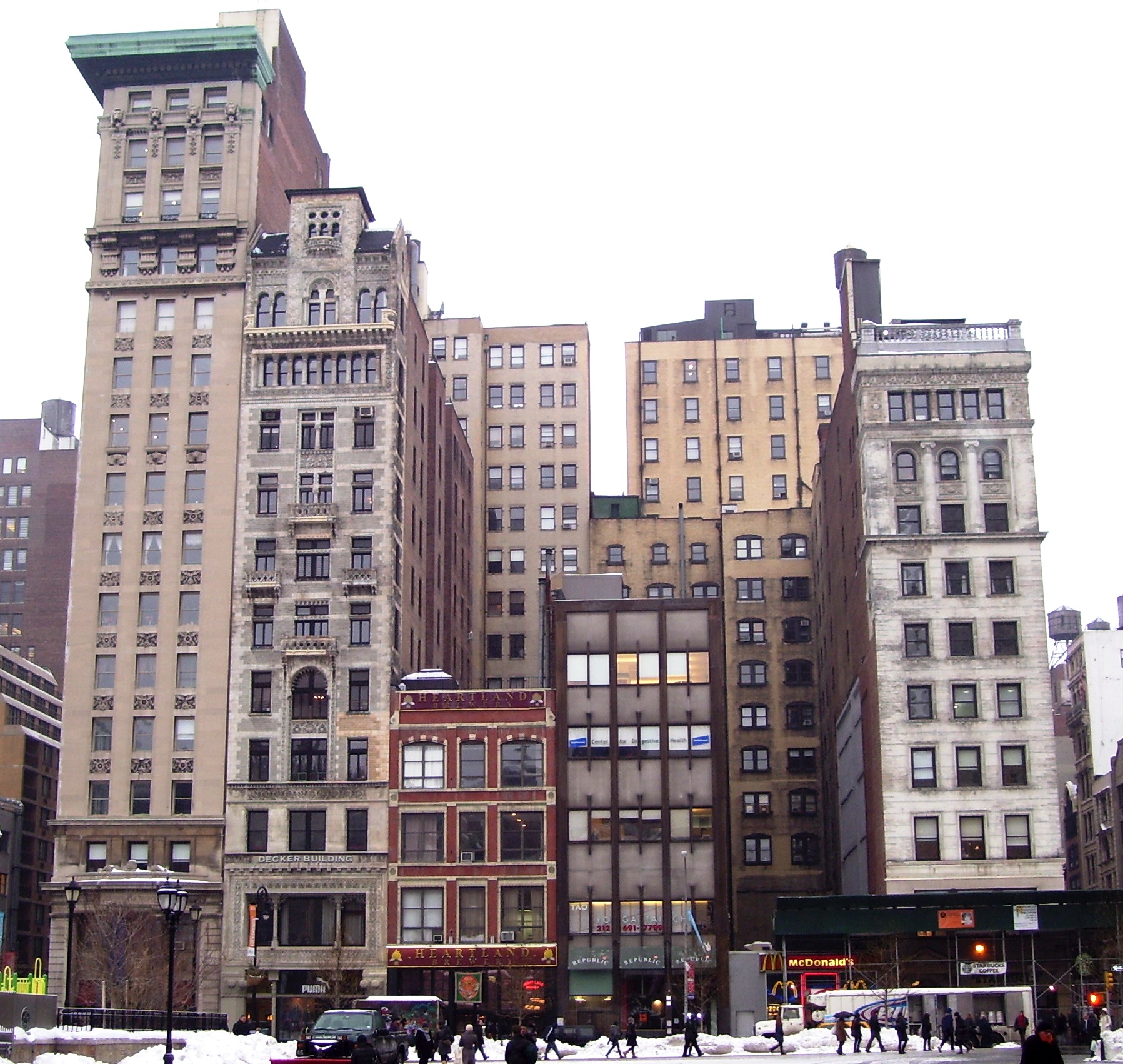
41 Union Square w Nowym Jorku (pierwszy z prawej), dom w którym mieszkał Natan Kozłowski.

Natan (Nota) Kozłowski (ang. Nathan Kosslovsky) (ur. 20 kwietnia 1906 w Porozowie, zm. 25 marca 1972 w Stanach Zjednoczonych) – polski i amerykański malarz i ilustrator pochodzenia żydowskiego.

## Życiorys
Wychowywał się w Krynkach. Ukończył seminarium nauczycielskie rzemiosła i sztuki w Warszawie, a następnie studiował w Szkole Sztuk Pięknych. Później zamieszkał w Białymstoku, gdzie pracował jako nauczyciel sztuki w gimnazjum żydowskim, nie jest znana jego twórczość z tego okresu. Wiadomo, że interesował się teatrem oraz tworzył pejzaże i portrety. W 1926 razem z matką Hodel Leah Wiszniacką-Kozłowską opuścił Polskę i wyjechał do Stanów Zjednoczonych, zamieszkał w Nowym Jorku przy 41 Union Square. Należał do założycieli Krinker Memorial Foundation, którą powołano w celu upamiętnienia zamordowanych Żydów z Krynek. Należał do Rockport Art Association i American Artists Professional League. Poślubił poetkę Idę Glasser (ang. Eda Glasser), z którą miał jedynego syna Leona (zm. 2003). W 1959 para się rozwiodła, drugą żoną Natana Kozłowskiego była jego młodzieńcza miłość Rachel Zelikowitz, którą poznał mieszkając w Krynkach.

## Twórczość
Natan Kozłowski tworzył portrety i sceny rodzajowe, wielokrotnie wyjeżdżał do Izraela, gdzie malował pejzaże. Na początku lat 70. XX wieku rozpoczął tworzenie ogromnej pracy ściennej, która przedstawia życie kobiet podczas II wojny światowej, pracy tej nigdy nie ukończył. Plakieta umieszczona obok zawiera informację: „This painting is the last work of the world-renowned artist Nota Koslowsky who died March 25, 1972 in the process of completing it” („Ten obraz jest ostatnią pracą znanego na świecie artysty Noty Koslowsky’ego, który zmarł 25 marca 1972 r. w trakcie jego realizacji”). Prace Natana Kozłowskiego znajdują się w zbiorach muzealnych w Izraelu, Stanach Zjednoczonych, Hiszpanii i Francji.